# Stazione di Tirano (RhB)
Stazione di Tirano vasútállomás Olaszországban, Lombardia régióban, Tirano településen. Az 1000 mm-es nyomtávolságú Bernina-vasút végállomása, a normál nyomtávolságú vonatok a város másik állomását, a Stazione di Tirano (RFI) állomást használják.

## Vasútvonalak
Az állomást az alábbi vasútvonalak érintik:
- Bernina-vasút

## Kapcsolódó állomások
A vasútállomáshoz az alábbi állomások vannak a legközelebb:
- Stazione di Campocologno